# Ralph B. Atkinson
Ralph B. Atkinson (* 23. Oktober 1907 in Massachusetts; † 11. Juni 1975 in Monterey, Kalifornien) war ein US-amerikanischer Filmtechniker und Filmproduzent, der bei der Oscarverleihung 1940 mit dem Oscar für technische Verdienste (Technical Achievement Award) ausgezeichnet wurde.

## Leben
Atkinson absolvierte ein Studium am Massachusetts Institute of Technology (MIT) und arbeitete danach als Filmtechniker für die Eastman Kodak Company. 1940 wurde er zusammen mit Emery Huse „für deren Beschreibungen für chemische Analysen von fotografischen Entwicklern und Fixierbäder“ (‚For their specifications for chemical analysis of photographic developers and fixing baths‘) mit dem Oscar für technische Verdienste ausgezeichnet.
1940 produzierte er den 28-minütigen dokumentarischen Kurzfilm The Alchemist in Hollywood, in dem die chemische Zusammensetzung von Filmmaterial und der Prozess, in dem Filmmaterial entwickelt wird, dargestellt wird.

## Veröffentlichungen
- On the Conductance of Concentrated Ammonia Solutions, Massachusetts Institute of Technology, 1928
- Chemical Analysis of Photographic Developers and Fixing Baths, Mitautor Emery Huse